# Étoile variable de type Beta Lyrae
En astronomie, une (étoile) variable de type Beta Lyrae est un type particulier d'étoile binaire à éclipses.

## Caractéristiques
Les étoiles de type Beta Lyrae forment des systèmes binaires proches ; la luminosité totale du système est variable car l'une des composantes passe périodiquement devant l'autre vu de la Terre, bloquant ainsi sa lumière. Les deux composantes des systèmes de type Beta Lyrae sont des étoiles massives (chacune plusieurs masses solaires) et étendues (géantes ou supergéantes). Elles sont si proches que leur forme est fortement déformée par les forces de gravitation : ces étoiles ont des formes ellipsoïdales et des transferts de matière importants s'effectuent entre elles.

## Flux de matière
Étant des géantes ou des supergéantes, les étoiles de type Beta Lyrae sont soumises à un intense perte de matière sous forme de vent stellaire ; étant proches, un second effet renforce ces transferts : lorsque l'une des étoiles s'étend, elle peut atteindre son lobe de Roche et perdre de la matière par cette voie.
L'étoile la plus massive est généralement la première à évoluer en une géante ou une supergéante. Dans ce cas, les transferts de masse d'une étoile à l'autre deviennent tellement importants que cette première étoile devient en moins d'un million d'années la plus légère du système. Ce qui évidemment modifie fortement l'évolution future de chacune des deux étoiles.

## Courbe de luminosité
La courbe de lumière d'une variable de type Beta Lyrae est relativement lisse : les éclipses débutent et se terminent graduellement du fait des flux de matière entre les deux composants. L'amplitude des variations ne dépasse généralement pas une magnitude ; la plus grande amplitude connue est 2,3m (V480 Lyrae).
La période de variabilité est très régulière, déterminée par la période de révolution de l'étoile binaire. Elle est généralement courte, typiquement de quelques jours. La période connue la plus courte est 0,29 jours (QY Hydrae), la plus longue 198,4 jours (W Crucis). Dans les systèmes à période supérieure à 100 jours, l'un des composants est généralement une supergéante.
Les systèmes Beta Lyrae sont parfois considérés comme un sous-genre des variables de type Algol ; cependant les éclipses des variables de type Algol sont bien plus nettes. D'un autre côté, les variables Beta Lyrae ressemblent aux variables de type W Ursae Majoris ; ces dernières sont généralement plus proches (des binaires à contact) et leurs composantes sont plus légères (environ une masse solaire).

## Exemples
Le prototype de ces étoiles est β Lyrae (parfois nommée Sheliak). Sa variabilité a été découverte en 1784 par John Goodricke.
Presque un millier de binaires de type β Lyrae sont connues : la dernière édition du General Catalogue of Variable Stars (2003) en référence 835 (2,2 % de toutes les variables connues). Le tableau suivant donne les caractéristiques des dix variables β Lyrae les plus brillantes.
| Étoile | Période (j) | Magnitude (max - min) | Type                  | Distance (al) |
| ------ | ----------- | --------------------- | --------------------- | ------------- |
| ζ And  | 17,7695     | 3,92 - 4,14           | K1II-III              | 181           |
| UW CMa | 4,393407    | 4,84 - 5,33           | O7Ia:fp+OB            | ~3 000        |
| τ CMa  | 1,28        | 4,32 - 4,37           | O9Ib                  | ~3 000        |
| β Lyr  | 12,913834   | 3,25 - 4,36           | B8II - IIIep          | 880           |
| δ Pic  | 1,672541    | 4,65 - 4,90           | B3III+O9V             | 1 700         |
| V Pup  | 1,4544859   | 4,35 - 4,92           | B1Vp+B3:              | 1 200         |
| PU Pup | 2,57895     | 4,69 - 4,75           | B9                    | 550           |
| υ Sgr  | 137,939     | 4,53 - 4,61           | B8pI:+O9V ? (ou F2p?) | ~1 700        |
| μ1 Sco | 1,44626907  | 2,94 - 3,22           | B1,5V+B6,5V           | 800           |
| π Sco  | 1,57        | 2,82 - 2,85           | B1V+B2V               | 460           |